# أنتوني روبنسون (لاعب كرة قدم)
أنتوني روبنسون (مواليد 8 أغسطس 1997) هو لاعب كرة قدم أمريكي يلعب في مركز الظهير الأيسر في نادي فولهام.

## وصلات خارجية
- أنتوني روبنسون (لاعب كرة قدم) على موقع الدوري الأمريكي (الإنجليزية)
- أنتوني روبنسون (لاعب كرة قدم) على موقع قاعدة بيانات كرة القدم.إي يو (الإنجليزية)
- أنتوني روبنسون (لاعب كرة قدم) على موقع ناشيونال فوتبول تيمز (الإنجليزية)
- أنتوني روبنسون (لاعب كرة قدم) على موقع Soccerbase.com (لاعب) (الإنجليزية)
- أنتوني روبنسون (لاعب كرة قدم) على موقع Soccerway.com (الإنجليزية)
- أنتوني روبنسون (لاعب كرة قدم) على موقع عالم كرة القدم.نت (الإنجليزية)